# Zirkus (Vor der Vorstellung)
Zirkus (Vor der Vorstellung) ist der Titel eines Gemäldes, das die russische Künstlerin Marianne von Werefkin 1910 in München malte. Das Werk gehört zum Bestand des Leopold-Hoesch-Museums in Düren. Dem Gemälde geht eine mit Juli 1910 datierte bunte Gouache im Skizzenbuch I der ehemaligen Sammlung von Felix Klee voraus.

## Technik und Maße
Es handelt sich um eine Temperamalerei auf Karton, 55 × 90 cm.

## Französische Wurzeln

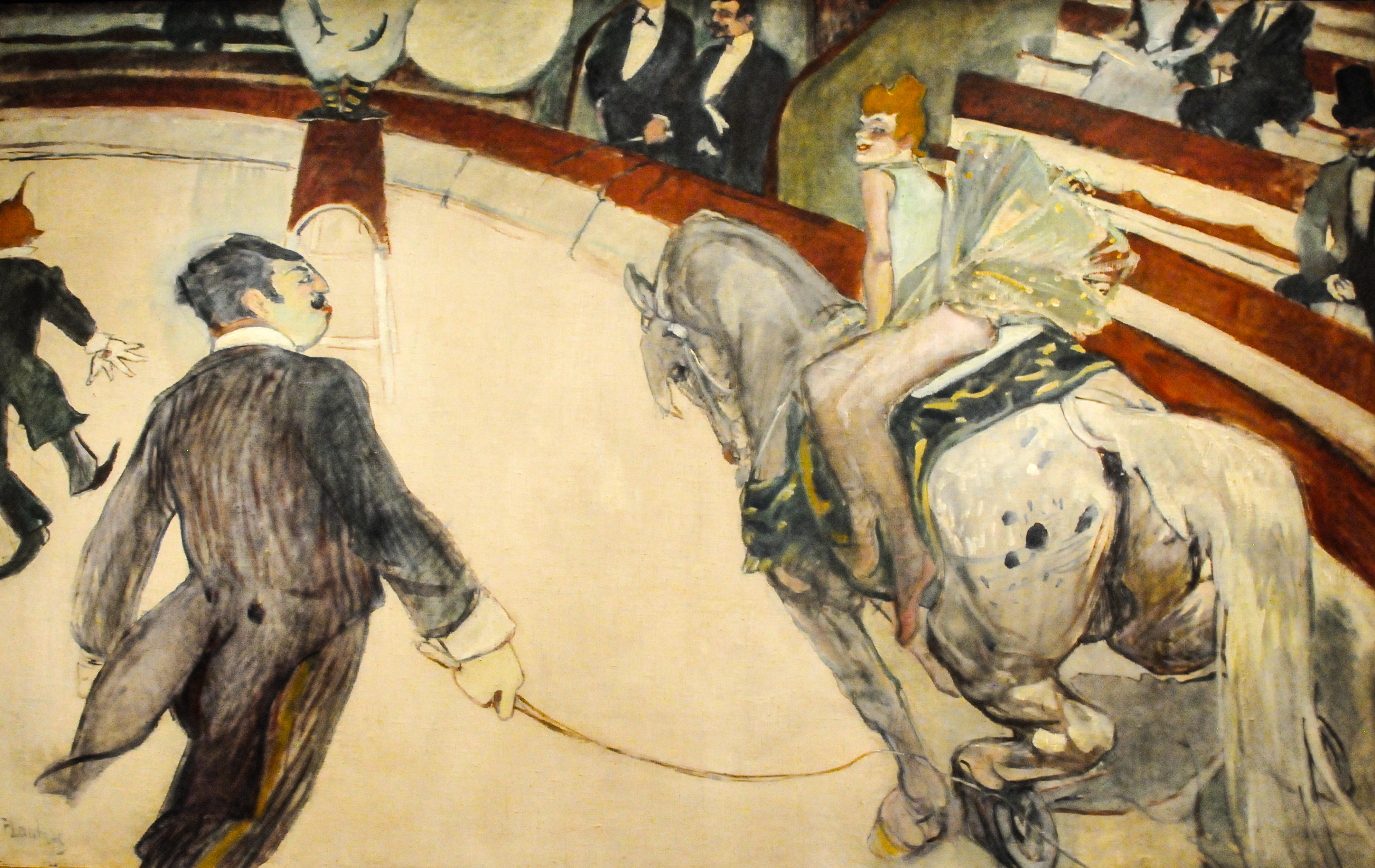
Henri de Toulouse-Lautrec: Kunstreiterin im Zirkus Fernando, 1887/88

Zum Verständnis des Gemäldes der Werefkin spielen drei vorausgehende französische Bildbeispiele und das der im ehemaligen Österreich-Ungarn geborenen Erma Bossi, Werefkins Mitstreiterin in der Neuen Künstlervereinigung München, eine Rolle.
Es sind dies das Gemälde Kunstreiterin (im Cirque Fernando) von Toulouse-Lautrec aus den Jahren 1887/88, Seurats pointilistisches Gemälde Au Cirque von 1890/91 und die Lithografie Au Cirque von Ibels von 1893.
Als jüngstes Vergleichsbeispiel zu Werefkins Arbeit erweist sich Bossis Darstellung von 1909 mit dem Titel Zirkus. Es bezieht sich auf weit verzweigte Quellen, aus denen schon die Fauves schöpften, nämlich die Malerei u. a. von van Gogh, Gauguin und seinen Nachfolgern den Nabis.
In Lautrecs Bild reitet eine Akrobatin im Damensitz auf einem Apfelschimmel. Mit flatterndem kurzen Röckchen trabt sie in das Oval der Manege. Ein Dompteur agiert mit abgesenkter, touchierender Peitschenhilfe. Nach japanischer Art werden das Gradin, verschiedene dort sitzende und stehende Menschen und ein Clown von den Bildrändern angeschnitten. Es handelt sich um eine relativ nüchterne Beobachtung ohne sensationelle Höhepunkte.

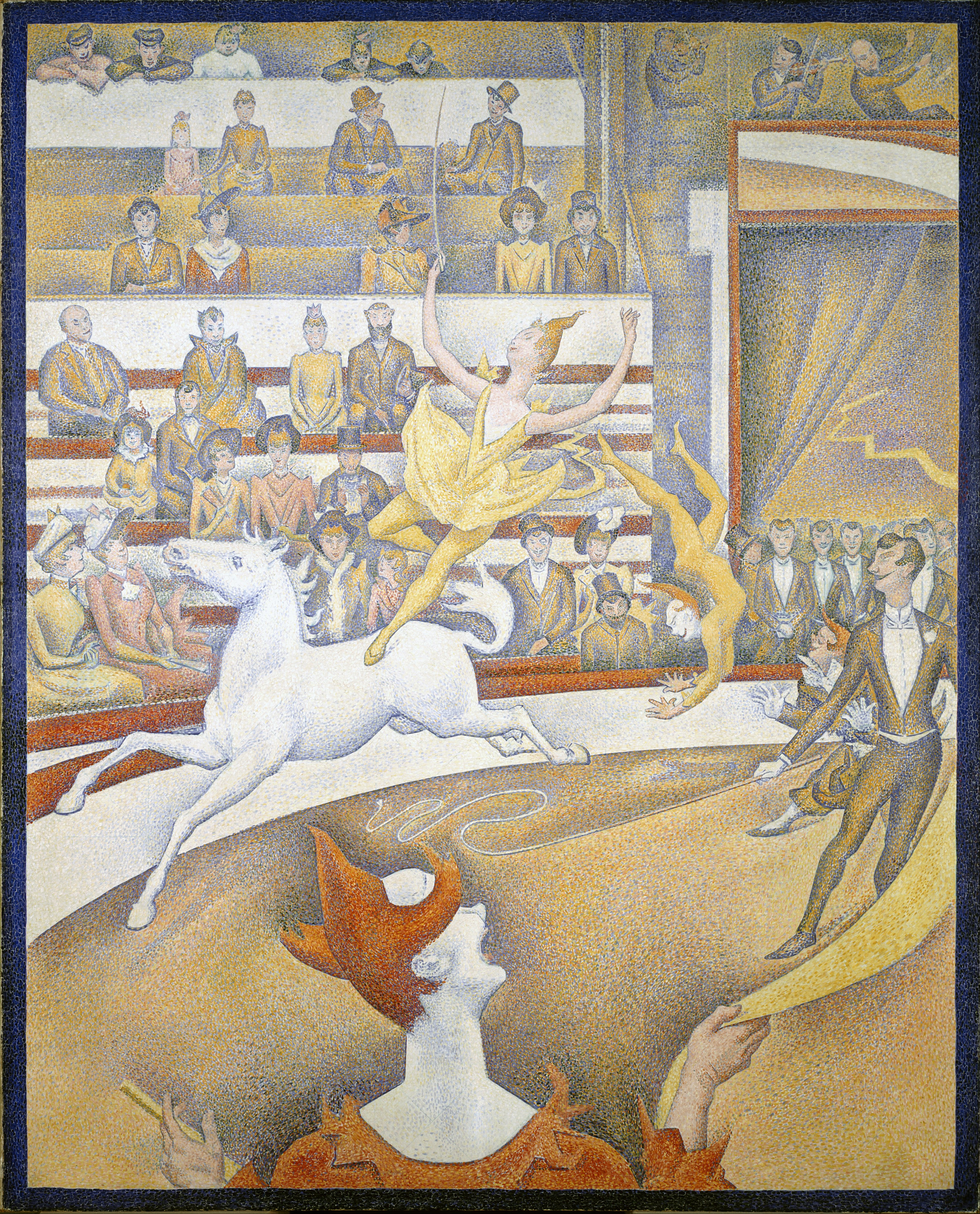
Georg Seurat: Im Zirkus, 1890/91, Öl auf Leinwand

Lautrecs Bild ist Seurats pointilistischem Gemälde Der Zirkus von 1890/91 verpflichtet. In seiner Version zeigt Seurat ebenfalls einen Schimmel. Der Dompteur tritt in exaltierter Haltung auf und schwingt die Peitsche in einer Weise, so dass das Pferd im gestrecktem Galopp voranprescht. Auf dem nackten Rücken des Pferdes ohne Dressursattel oder Decke balanciert eine Artistin in halsbrecherischer Weise auf einem Bein. Seurat versuchte mit besonders aufregenden Darbietungen die Attraktivität des Kollegen Lautrec zu übertreffen, z. B. indem er in der Manege einen Clown auftreten lässt, der mit waghalsigem Flickflack in die Höhe springt. Ein Clown im Vordergrund scheint von dem Auftritt so beeindruckt zu sein, dass er dessen Mut bejubelt.

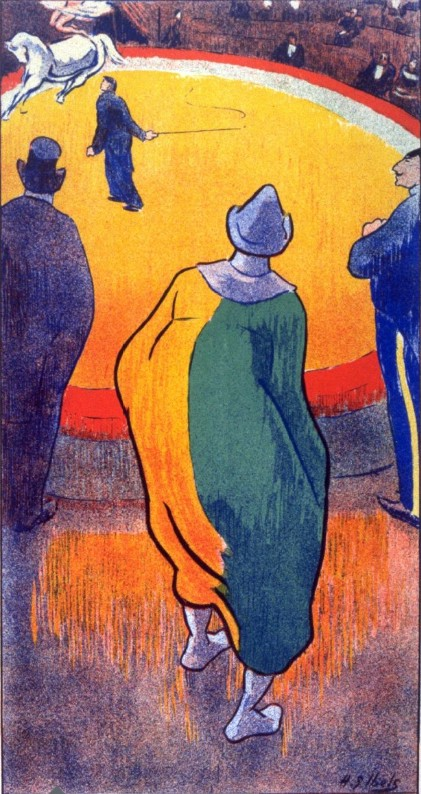
Henri Gabriel Ibels: Im Zirkus, 1893, Lithographie

Auch die Lithografie der plakathaften Darstellung Au Cirque von Ibels steht in der Nachfolge von Lautrecs Kunstreiterin (im Cirque Fernando). Ibels, der zum engeren Kern der Nabis gehörte, wurde „Nabi Journaliste“ genannt, weil er häufig Illustrationen für Zeitschriften lieferte. In allen drei Fällen zeigen die Franzosen einen Dompteur, der mit der Peitsche das Pferd von rechts nach links antreibt. Ibels präsentiert in seinem Gemälde das Pferd ungewöhnlicherweise im Passgang.
Ibels’ flächige Malerei mit ausgeprägten Konturen verrät sowohl eine Schulung an der Kunst von Gauguin, als auch an der der Japaner. Das extreme Hochformat, vom Bildrand angeschnittene Figuren, wie auch die Verknüpfung von Auf- und Nahsicht weisen ebenfalls auf eine profunde Kenntnis des japanischen Holzschnitts hin.
Bossi zitiert in ihrem Gemälde Zirkus aus den genannten französischen Vorläufern verschiedene Elemente und bringt gleichzeitig Eigenständiges in ihre Bildgestaltung ein. Sie erläutert z. B. die Konstruktion des Zirkuszeltes, zeigt unterschiedliche Masten vor der runden Zuschauer-Tribüne, die das Zirkusdach oder Lampen tragen. Aus der Mitte gerückt ist der Sattelgang, über dem sich das Zikusorchester befindet. Zur Pferdedressur zeigt Bossi wie in den französischen Bildbeispielen einen Schimmel, der sich ebenfalls von rechts nach links bewegt. Auf dessen Rücken jongliert ein Artist. Bei Ibels hat sich Bossi offensichtlich den Passgang des Pferdes abgeschaut. Zur Neugestaltung des Bildinhaltes legte sie die Manege mit einem Teppich aus, der mit relativ einfachen ovalen Mustern geschmückt ist. Clowns ergänzen auch ihre Darstellung.

## Werefkins Ikonografie
Heiteres Vergnügen strahlen Werefkins Skizzen aus, die sie von einem Besuch einer Zirkusvorstellung mitbrachte. Sie zeigen Höhepunkte der Tierdressur, Akrobatik und Clownerie. Würdig eines Gemäldes wählte sie eine Szene, die im ersten Augenblick gar nicht attraktiv wirkt. Auch der Titel Zirkus (Vor der Vorstellung) assoziiert kein besonderes Ereignis. Kein Dompteur, kein Pferd, kein Clown kann die Neugierde des Bildbetrachters wecken.
Im Nachhinein, als Ergebnis des Erlebten und Geschauten, wertete Werefkin sich wie Gauguin oder die Nabis in Kinderseelen versetzend die Zeit des ungeduldigen Wartens auf den ersten Vorhang, als die spannungsgeladenste. Sie zeigt, wie verspätete Zuschauer das Zelt betreten und den Beginn der Vorstellung verzögern. Die Musikanten auf der Empore stimmen zum wiederholten Male ihre Instrumente. Zirkusdiener treffen letzte Vorbereitungen für den ersten Auftritt, und die beiden elegant gekleideten Entertainer warten, bis die Zuschauer zur Ruhe gekommen sein werden, um dann das Startsignal für den Beginn der Vorstellung geben zu können.
Heitere Stimmung verbreitet Werefkin in ihrem Bild schon durch die Wahl der Farben. Alle drei Grundfarben treten in ihrer Inszenierung auf: Gelb, Rot und Blau. Sie arrangiert diese mit den Komplementärfarben Violett, Grün und Orange in einer Weise, dass sie, obwohl geordnet und in Konturen klar gefasst, wie ein buntes Durcheinander wirken. Zu diesem gesellt sie die beiden Nichtfarben Schwarz und Weiß, die van Gogh Anfang 1885 noch als „verbotene Früchte“ vermutete als selbstverständliche Teilnehmer. Die Lebhaftigkeit des eigentlichen Ortes des Geschehens, den Teppich in der Arena, dekorierte Werefkin mit einer ungewöhnlichen Vielfarbigkeit. Komplizierte Farbflecken verleihen ihm einen changierenden dissonanten, violetten Charakter und machen ihn zu einer anonymen Attraktion. Die so geartete Weiterentwicklung der Musterung von Bossis 1909 datiertem Manegenteppich bestätigt die Datierung 1910 für Werefkins Gemälde.